# Maluku FC
Maluku Football Club, kortweg Maluku FC, is een  Indonesische voetbalclub uit Ambon, opgericht in 2021. Maluku FC speelt haar thuiswedstrijden in het Mandala Remaja stadion. De club speelt in de Molukse afdeling van de Liga 3.

## Algemene informatie
De ,,Maluku Football Club" werd opgericht op 27 januari 2021. 
Op 25 september 2021 maakte Maluku FC zijn competitiedebuut in een 7–1 overwinning tegen Binatama Bupolo FC. In het debuutseizoen van de club, het seizoen 2021/22, was Maluku FC direct succesvol, want de club won meteen het Moluks afdelingskampioenschap, door op 12 oktober 2021 in de finale met 1–0 te winnen van Gemba FC.
Het seizoen erna, het seizoen 2022/23, won Maluku FC de competitie voor een tweede jaar op rij door Garuda FC te verslaan in de finale, na een 4–2 penaltyserie.
Het was in 2023 nog onduidelijk of Maluku FC haar sportieve activiteiten voortzet.
Het team deed echter weer mee aan het Moluks kampioenschap van het seizoen 2023/24 en won deze voor de derde keer op rij. Als drievoudig afdelingskampioen zag Maluku FC echter altijd af van deelname aan de nationale Liga 3.

## Erelijst
| Competitie                  | Winnaar | Winnaar          | Runner up | Runner up |
| Competitie                  | Aantal  | Jaren            | Aantal    | Jaren     |
| --------------------------- | ------- | ---------------- | --------- | --------- |
| Afdeling Molukken (PSSI)    |         |                  |           |           |
| Moluks voetbalkampioenschap | 3×      | 2021, 2022, 2023 | -         | -         |